# Knooppunt Gent-Centrum
Het knooppunt Gent-Centrum is het knooppunt tussen de A14/E17 en de korte verbindingsweg B401 in het zuiden van de Belgische stad Gent. Het knooppunt wordt gevormd door de B401 die zich afsplitst van de E17. Op het complex sluiten ook de op- en afritten naar het Universitair Ziekenhuis Gent (U.Z. Gent), via de Corneel Heymanslaan, aan. Het knooppunt sluit onmiddellijk aan op de verkeerswisselaar van Zwijnaarde.
| Aansluitende wegen                     | Aansluitende wegen | Aansluitende wegen         | Aansluitende wegen | Aansluitende wegen                |
| -------------------------------------- | ------------------ | -------------------------- | ------------------ | --------------------------------- |
|                                        |                    | B401 richting Gent-Centrum |                    | richting Sint-Niklaas / Antwerpen |
|                                        |                    |                            |                    |                                   |
|                                        |                    |                            |                    |                                   |
|                                        |                    |                            |                    |                                   |
| richting Brugge / Kortrijk / Frankrijk |                    |                            |                    |                                   |

Aalbeke · Antwerpen-Centrum · Antwerpen-Haven · Antwerpen-Noord · Antwerpen-Oost · Antwerpen-West · Antwerpen-Zuid · Arquennes · Battice · Beaufays · Beveren · Bois-d'Haine · Brugge · Cerexhe · Charleroi-Nord · Charleroi-Sud · Cheratte · Daussoulx · Destelbergen · Doornik · Familleureux · Fexhe-Slins · Gent-Centrum · Gouy · Grâce-Hollogne · Groot-Bijgaarden · Hautrage · Hauts-Sarts · Heppignies · Heverlee · Hoog-Itter · Houdeng-Goegnies · Jabbeke · Jemappes · Kortrijk-West · Kortrijk-Zuid · Leonardkruispunt · Loncin · Lummen · Machelen · Marcinelle · Marquain · Merelbeke · Moorsele · Neufchâteau · Ranst · Sint-Stevens-Woluwe · Strombeek-Bever · Thiméon · Ville-sur-Haine · Vottem · Wilrijk-Valaar · Zaventem · Zwijnaarde